# Ukendte Soldats Grav (Moskva)
Den Ukendte Soldats Grav (russisk: Могила Неизвестного Солдата) er et krigsmindesmærke, dedikeret til de sovjetiske soldater dræbt under den Store Fædrelandskrig i årene 1941 til 1945. Mindesmærket er beliggende ved Kremlmuren i Alexanderhaven i Moskva.
Resterne af ukendte soldater dræbt i Slaget om Moskva i 1941 og oprindeligt begravet i en massegrav ved den 41. kilometersten på Leningrad-motorvejen, blev flyttet til Kremlmuren i december 1966 på 25-årsdagen for slaget. Den Ukendte Soldats Grav blev indviet den 8. maj 1967. Faklen for mindesmærkets evige flamme blev transporteret fra Leningrad, hvor den blev tændt af den evige flamme på Marsfeltet.
Den Ukendte Soldats Grav i Moskva blev tegnet af arkitekterne D.I. Burdin, V.A. Klimov, Yu. R. Rabayev og billedhuggeren Nikolaj Tomskij. I midten af mindesmærket findes en platform, som består af store plader af poleret rød granit. Selve gravstenen, der blev nedlagt i 1975, er dekoreret med en skulptur udført i bronze, bestående af en laurbærgren og en soldats hjelm lagt på et banner.
Foran gravstenen er der en femtakket stjerne i en firkantet grav, som udstråler ærens evige flamme fra dens centrum. Flammen oplyser en inskription udført i bronze: "Dit navn er ukendt, din gerning er udødelig" (russisk: Имя твое неизвестно, подвиг твой бессмертен). Til venstre for graven er der en granitmur med en fordybning, hvor teksten siger: "1941 – Til dem, der er faldet for fædrelandet – 1945". Til højre for graven, er der en granitgyde lavet af  plader i porfyr med indkapslet jord fra heltebyerne Leningrad, Kijev, Volgograd , Odessa, Sevastopol, Minsk, Kertj, Novorossijsk, Tula og Brest. Pladen for Volgograd er siden blevet ændret til Stalingrad, byens navn under 2. verdenskrig.
I 1997 blev æresvagten, som havde bevogtet Lenins mausoleum, genoprettet ved Den Ukendte Soldats Grav i Moskva ved føderal lovgivning.